# Martin Schoebel
Martin Schoebel (* 24. September 1958 in Bad Kreuznach) ist ein deutscher Archivar und Historiker. Er ist Leiter des Landeshauptarchivs Schwerin in Mecklenburg-Vorpommern.

## Leben
Martin Schoebel studierte an der Johannes Gutenberg-Universität Mainz und an der Universität von Burgund Geschichte, Philosophie und Romanistik. 1984 schloss er sein Studium mit dem ersten Staatsexamen für den höheren Schuldienst ab. Es folgten Tätigkeiten als wissenschaftlicher Mitarbeiter am Deutschen Historischen Institut Paris, der Universität Münster und der Universität Aachen, wo er 1988 promoviert wurde. Sein Referendariat für das Archivwesen, das er von 1989 bis 1991 in Koblenz und Marburg absolvierte, schloss er 1991 mit dem Zweiten Staatsexamen ab. 
Nach anschließenden Beschäftigungen als Archivar am Landeshauptarchiv Koblenz und der Archivschule Marburg wechselte er im April 1994 als Direktor an das Landesarchiv Greifswald. Zwischen 1998 und 2006 gehörte er dem Beirat des Dokumentationszentrums für die Opfer deutscher Diktaturen an. Daneben vertritt er seit 1998 das Ministerium für Bildung, Wissenschaft und Kultur des Landes Mecklenburg-Vorpommern in den Verhandlungen zur Rückführung kriegsbedingt verlagerten Kulturgutes. 2006 wurde er außerdem stellvertretender Leiter der Abteilung Landesarchiv im Landesamt für Kultur und Denkmalpflege Mecklenburg-Vorpommern. Er wirkte verantwortlich am Ausbau des Archivwesens in Mecklenburg-Vorpommern und dem Zustandekommen des Archivgesetzes für das Land Mecklenburg-Vorpommern mit. Ein weiterer Schwerpunkt seiner Tätigkeit ist die Zusammenarbeit mit Archiven, Behörden, Bibliotheken und Museen in Polen.
Von 2009 bis 2013 hatte er den Vorsitz der Historischen Kommission für Pommern. 2012 übernahm er die Leitung des Landeshauptarchivs Mecklenburg-Vorpommern. Seit 2023 ist er Vorsitzender im Gesamtverein der Deutschen Geschichts- und Altertumsvereine.

## Auszeichnungen
- 1999: Medaille für Verdienste um das polnische Archivwesen
- 2010: Pommerscher Greif in Gold der Woiwodschaft Westpommern

## Schriften (Auswahl)
- Archiv und Besitz der Abtei St. Viktor in Paris. Bouvier, Bonn 1991.
- Sąsiedzi w Europie: Ksie̜stwo Pomorskie i Królestwo Polskie (1000–1648). (= Nachbarn in Europa: Herzogtum Pommern und Königreich Polen (1000–1648).) Archiwum Państwowe w Szczecinie, 2012.